# 拉科多涅拉
拉科多涅拉，是西班牙阿拉贡自治区特鲁埃尔省的一个市镇。总面积21平方公里，总人口329人（2001年），人口密度16人/平方公里。